# شهرستان کلهون (آرکانزاس)
شهرستان کلهون، آرکانزاس (به انگلیسی: Calhoun County, Arkansas) شهرستانی در ایالات متحده آمریکا است که در آرکانزاس واقع شده‌است.

## خصوصیات
شهرستان کلهون ۱٬۶۳۶٫۸۸ کیلومترمربع مساحت دارد.